# Symphonie no 41 de Joseph Haydn

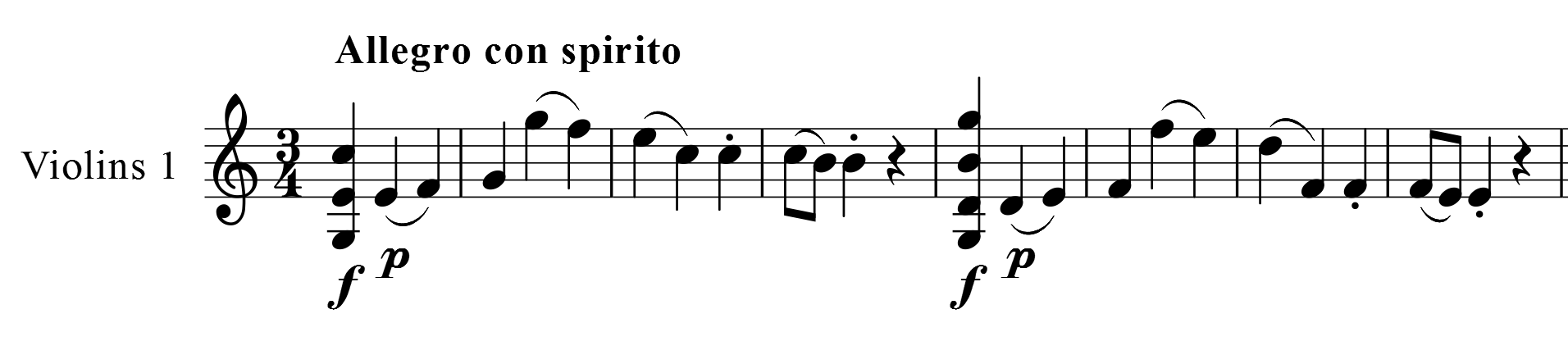
Partition

La Symphonie no 41 en do majeur Hob. I:41 est une symphonie du compositeur autrichien Joseph Haydn, composée en 1769.

## Analyse de l'œuvre
La symphonie comporte quatre mouvements :
1. Allegro con spirito
2. Andante
3. Menuet
4. Presto

Durée approximative : 25 minutes.

## Instrumentation
- une flûte, deux hautbois, deux bassons, deux cors, deux trompettes, timbales, cordes.